# 購買力平価説

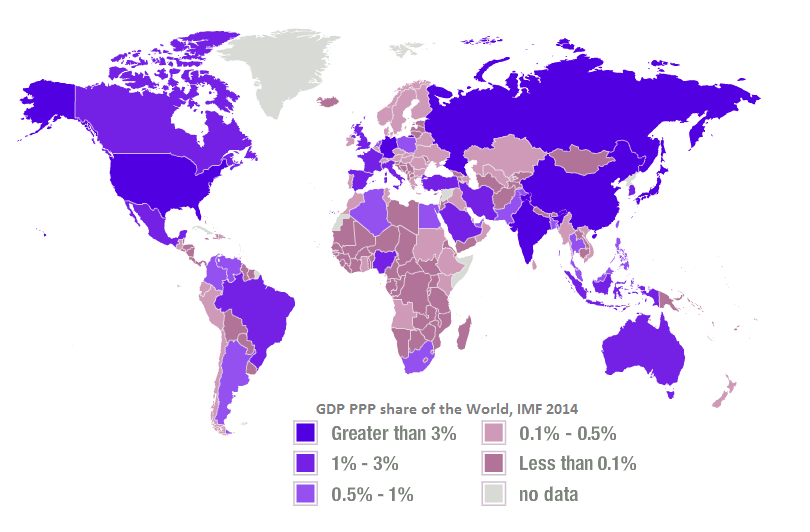
PPP評価を調整した各国のGDP (2014年)

購買力平価説（こうばいりょくへいかせつ、英: purchasing power parity、PPP）とは、外国為替レートの決定要因を説明する概念の一つ。為替レートは自国通貨と外国通貨の購買力の比率によって決定されるという説である。1921年にスウェーデンの経済学者、グスタフ・カッセルが『外国為替の購買力平価説』として発表した。

## 絶対的購買力平価
基準になるのは、米国での商品価格とUSドルである。理論上は対USドルだけではなく、どの通貨に対しても購買力平価は算出可能である。物やサービスの価格は、通貨の購買力を表し、財やサービスの取引が自由に行える市場では、同じ商品の価格は1つに決まる（一物一価の法則）。
一物一価が成り立つとき、国内でも海外でも、同じ商品の価格は同じ価格で取引されるので、2国間の為替相場は2国間の同じ商品を同じ価格にするように動き、均衡する。この均衡した為替相場を指して、購買力平価ということもある。
購買力平価＝(1海外通貨単位[基軸通貨であるUSドルが使われることが多い]あたりの円貨額[やその他の海外通貨]で表示した)均衡為替相場=日本での価格(円)÷日本国外(米国)での価格(現地通貨)
これが厳密に成立するにはすべての財やサービスが自由に貿易されねばならない。
実際には、為替相場が厳密に購買力平価の状態になっていて、かつ2つの貨幣による経済のインフレーション、デフレーションなどがそのまま為替相場に反映され購買力平価の状態が保たれる、ということはないと考えられている。為替相場は購買力の他にも様々な要因によって影響されるためである。ただし、購買力平価から大きく乖離した状態が長期的に続くことは難しいと考えられている。
現実の為替相場と購買力平価が常に一致しているわけではなく、むしろ乖離するほうが普通であるとされている。
購買力平価説に則って、ドル円について「輸出物価ベースの購買力平価では1ドル=85円程度であるため大した問題ではない」という議論があるが、これは為替レート#実質実効為替レートと同じく貿易面での有利・不利を含意しており、円高を考える際には適切ではないことに留意すべきである。
経済学者の高橋洋一は「学者などがある時点で計算した購買力平価や実効為替レートなどの数字を掲げて議論したとしても、企業・財界など、輸出が困難になり国内で企業を維持できないため海外展開をしようと考える人達の意見とは全く違うものであり、意味のない議論である」と述べている。

## 相対的購買力平価
為替相場は2国における物価水準の変化率に連動するという考え方。またはそれによって求められる為替相場。
正常な自由貿易が行われていたときの為替相場を基準にして、その後の物価上昇率の変化から求められる。現在はこの求め方が主流となっている。
A国の相対的購買力平価＝基準時点の為替相場×A国の物価指数÷A国国外の物価指数
これが厳密に成立するには全ての財・サービスが同じ割合で変動しなければならない。
基準年については、歴史的にはスミソニアン体制が実質的に終了し主要国が変動相場制に移行した1973年が採用されることが通常であり、これはまた1973年時点では日米ともに経常収支が比較的均衡し、政治的圧力も無く自然に為替取引が行われていた(特に4-6月期の平均=1ドル265円)ことも理由とされる。

## 購買力平価のパズル
購買力平価から示唆される実質為替レートと実際の為替レートの間の乖離が長期間にわたって継続することを購買力平価のパズルと呼び、これに対して様々な説明が与えられている。

## PPPレートの推計
多くの研究者によって推計が試みられているが、国際連合の提唱により国際比較プログラム（ICP)が実施され
、現在は主にこの結果が利用されている。
ICP事業は主にGDP比較の目的で1969年から実施されており、1993年(1990年を対象とした調査)以降はOECD/Eurostatのみで続けられたが、2005年を対象に再び世界規模の調査が実施され、2007年末に世界銀行より結果が公表された(ただし2005年のみならず、過去一度も調査に参加していない国も多数ある)。

### OECD統計の相対的物価水準
OECDは、家計最終消費支出と為替レートを考慮した購買力平価により、加盟各国の物価水準を毎月統計している。以下の表は、2023年12月時点で日本を100として換算した相対的購買力平価である。
| 国               | 相対的購買力平価 |
| ---------------- | ---------------- |
| オーストラリア   | 141              |
| オーストリア     | 119              |
| ベルギー         | 119              |
| カナダ           | 127              |
| チリ             | 81               |
| コロンビア       | 60               |
| コスタリカ       | 92               |
| チェコ           | 94               |
| デンマーク       | 143              |
| エストニア       | 107              |
| フィンランド     | 132              |
| フランス         | 114              |
| ドイツ           | 112              |
| ギリシャ         | 92               |
| ハンガリー       | 79               |
| アイスランド     | 166              |
| アイルランド     | 152              |
| イスラエル       | 147              |
| イタリア         | 106              |
| 日本             | 100              |
| 韓国             | 98               |
| ラトビア         | 93               |
| リトアニア       | 85               |
| ルクセンブルク   | 139              |
| メキシコ         | 92               |
| オランダ         | 121              |
| ニュージーランド | 135              |
| ノルウェー       | 130              |
| ポーランド       | 74               |
| ポルトガル       | 92               |
| スロバキア       | 96               |
| スロベニア       | 94               |
| スペイン         | 100              |
| スウェーデン     | 127              |
| スイス           | 183              |
| トルコ           | 42               |
| 英国             | 130              |
| 米国             | 138              |

### ビッグマック指数

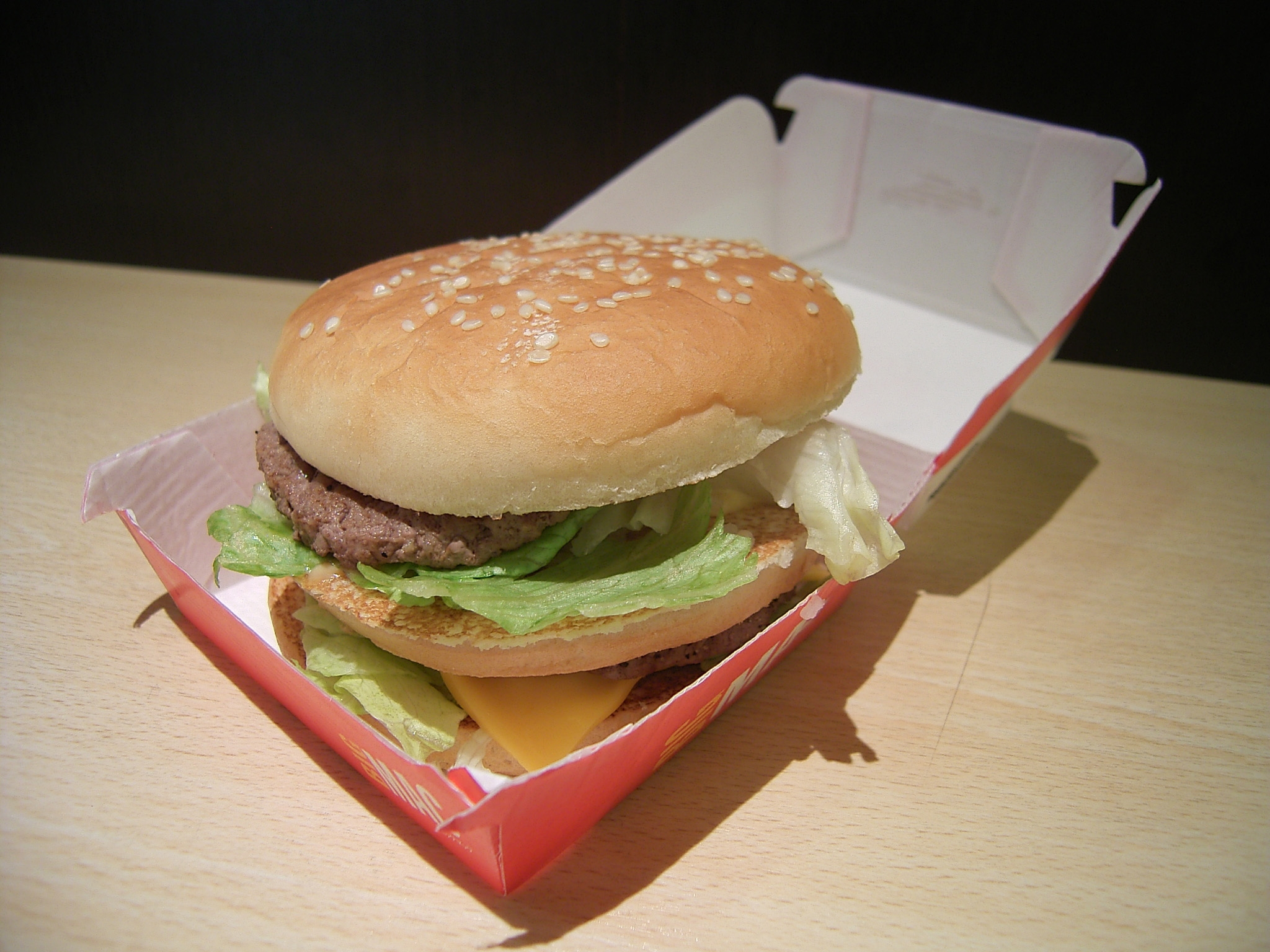
ビッグマック

購買力平価の一つ。マクドナルドが販売しているビッグマックの価格で各国の購買力を比較し、算出した購買力平価のこと。イギリスの経済誌『エコノミスト（The Economist）』が発表したものが起源となっている。
ビッグマックによる購買力平価＝日本でのビッグマックの価格（円）÷海外でのビッグマックの価格（現地通貨）
物価感覚の比較の簡便で実用的方法ではあるが、次のような理由で、限界もある。
- たった1品目では厳密な比較ができない。例えばビッグマック1つ分のお金を稼ぐのに必要な労働時間が世界一短いのは、比較的物価が高いはずの日本である。これは、ファストフード店が激しい価格競争に晒されているかそうでないか、といった各国独自の特殊な事情[注釈 1]が絡むからである。
- 牛肉などの価格は、その国の農業政策による補助金などが影響するが、その分も考慮されていない。
- 間接税（消費税）の分は考慮されていない。したがって消費税が高率である国（北欧）では、価格がその分だけ高くなるが、それについての補正はされていない。

そして、エコノミストによる2023年7月時点のビッグマック指数 を見ると、ビッグマック価格の高いユーロ圏を除く上位10カ国の内3カ国が間接税が高率である北欧（ただし、フィンランドはユーロ圏の国であり除いていることに留意する。）であった。また、価格が5.5米ドル以上の国は、高い順にスイス(7.73米ドル)・ノルウェー（6.92米ドル）・ウルグアイ（6.86米ドル）・アルゼンチン（5.99米ドル）・ユーロ圏（5.82米ドル）・スウェーデン（5.74米ドル）・デンマーク（5.65米ドル）・アメリカ（5.58米ドル）・スリランカ（5.56米ドル）のユーロ圏と8カ国であった。なお日本の価格は、3.17ドルであり日本円で450円であった。
- エコノミストはビッグマック指数のほか、トール・ラテ指数（スターバックス指数）などの指数も発表している。

エコノミストとは異なるサイト「finder」が発表した2019年9月時点のトール・ラテ指数の場合、アメリカ（ニューヨーク）は4.30米ドル、日本（東京）は3.79米ドルであった。また、この場合の円については、2019年9月時点のスターバックスのトール・ラテは380円である為、ニューヨークの消費税8.875%を考慮して計算すると380÷(4.30÷1.08875)≒96.22（円）となり、ビッグマック指数と同様に円高となる。ただし消費税の有無がある為、単純比較できないが、ビッグマック指数と比べて約28円の円安であり、ビッグマック指数とは結果が大きく異なっている。